# 미쓰마타촌 (후쿠오카현)
미쓰마타촌(三又村)은 후쿠오카현 미즈마군에 설치되었던 촌이다. 1954년 4월 1일 미쓰마타촌 및 오카와정, 다구치촌, 가와구치촌, 기무로촌, 오노지마촌 등 6개 정·촌이 합병하여 오카와시가 신설되고 폐지되었다.